# John P. Gray
Pour les articles homonymes, voir John Gray et Gray.
John Perdue Gray (6 août 1825 à Halfmoon Township (Pennsylvanie) — 29 novembre 1886) est un psychiatre américain, à l'avant-garde de la théorie de la psychiatrie biologique. 

## Biographie
Originaire de Halfmoon, en Pennsylvanie, il obtient sa licence au Dickinson College puis poursuit ses études à la faculté de médecine de l'université de Pennsylvanie, où il obtient son diplôme de médecin en 1848. Il est interne à l'hôpital Blockley Asylum de Philadelphie et chargé de cours, puis en 1850, il obtient un poste à l'hôpital psychiatrique d'Utica (en) (New York), où il est surintendant de 1854 à sa mort en 1886. Il est également durant 32 ans le rédacteur en chef de l'American Journal of Insanity, devenu ultérieurement l'American Journal of Psychiatry. 
Il est sollicité comme expert lors du procès pour l'assassinat du président James A. Garfield. 
Il subit lui-même une tentative d'assassinat en 1882, dont il ne s'est pas rétabli et il meurt en 1886.

## Recherches
John P. Gray fait l'hypothèse que la maladie mentale a des causes physiques, et que les malades doivent être traités en conséquence.

## Publications
- General Paresis, or Incomplete Progressive Paralysis. Albany, NY: Van Benthuysen, 1866.
- Insanity, its Dependence on Physical Disease. Utica, NY: Roberts, 1871
- Insanity: its Frequency and Some of its Preventable Causes. Utica, NY, 1886.
- The United States vs. Charles J. Guiteau, Indicted for Murder of James A. Garfield, Twentieth President of the United States. Opinion of … on the Sanity of the Prisoner. Washington, 1882.